# Brooksville (Kentucky)
Brooksville település az Amerikai Egyesült Államok Kentucky államában. Bracken megyében, melynek megyeszékhelye is. Lakosainak száma 654 fő (2020. április 1.).

## Népesség
A település népességének változása:

| 2010 | 642 |
| 2020 | 654 |